# Tegenaria tridentina
Tegenaria tridentina là một loài nhện trong họ Agelenidae.
Loài này thuộc chi Tegenaria. Tegenaria tridentina được Ludwig Carl Christian Koch miêu tả năm 1872.